# OhLife
OhLife，由Y Combinator 投資創立的一個提供網頁、E-mail 撰寫日記服務的新創公司。OhLife 主要用於儲存個人日記，可定時向用戶推送內含過往日記的郵件、並詢問「今日過得如何」（How'd your day go），用戶可直接回覆郵件以新建或續寫當日日記。其亦有推出時間膠囊（time capsule）服務，通過定時投遞郵件的方式，讓用戶給未來的自己寫信。
OhLife 於2010年建立網站，但因用戶數及盈利問題，而在2014年9月21日宣佈將於2014年10月4日關閉。後幾經拖延於2014年10月19日關閉。

## 外部連結
- 官方网站 （英文）
  - Write a letter to your future self（英文）
  - 有關OhLife 即將關站的公開信（英文）
- OhLife (TeamOhLife)的X（前Twitter） （英文）